# Phil Bartlett
Philip Lester Bartlett II (sinh ngày 24 tháng 9 năm 1976) là một luật sư và chính khách người Mỹ đến từ Maine. Là một đảng viên Dân chủ, ông đã phục vụ tại Thượng viện Maine từ năm 2004 đến 2012, đại diện cho quận 6 (Scarborough, Westbrook và quê hương của ông là Gorham). Vào tháng 11 năm 2014, Bartlett đã được bầu làm Chủ tịch Đảng Dân chủ Maine.

## Tuổi thơ và giáo dục
Lớn lên ở Gorham, Bartlett theo học tại các trường công lập Gorham, tốt nghiệp trường trung học Gorham năm 1994. Ông là một chàng trai trinh sát tích cực trong suốt tuổi trẻ, đạt cấp bậc Eagle Scout. Khi rời trường trung học, anh đến Đại học Tufts, chuyên ngành kinh tế và khoa học chính trị. Theo Tufts, anh theo học trường Luật Harvard, nơi anh lấy bằng J.D. và làm chủ tịch của Tạp chí Harvard về Pháp chế.
Được thừa nhận hành nghề luật sư ở Maine và Massachusetts, ông đã dành một năm sau khi tốt nghiệp trường luật của mình để tìm Leigh Saufley, chánh án của Tòa án Tư pháp Tối cao Maine. Ông hiện là một luật sư chuyên về bồi thường cho công nhân với công ty Scaccia, Lenkowski, Aranson & Bartlett ở Sanford, Maine.

## Đời tư
Bartlett đã tham gia vào nhiều hiệp hội công dân, từng là chủ tịch của Hiệp hội lịch sử Gorham và Hiệp hội Thư viện tưởng niệm Baxter. Ông cũng đã phục vụ trong các hội đồng của Quỹ tín thác đất khu vực Presumpscot, Tập đoàn phát triển kinh tế Gorham, Ban cố vấn giải trí Gorham và Ủy ban tư vấn dịch vụ con người của hạt Cumberland. Ông tham dự Nhà thờ Công giáo Giáo xứ đầu tiên ở Gorham.
Bartlett là người đồng tính công khai. Ông có một đứa con gái.